# Fotopolimerizador
Fotopolimerizador é um aparelho de luz no espectro azul com comprimento de onda de aproximadamente 470 nanômetro que ativa canforoquinona presente na resina e produtos odontológicos endurecendo-os. Utilizado na restauração em resina foto-ativada.